# Rembercourt-sur-Mad
Rembercourt-sur-Mad ist eine französische Gemeinde mit 154 Einwohnern (Stand: 1. Januar 2022) im Département Meurthe-et-Moselle in der Region Grand Est (bis 2015 Lothringen). Die Gemeinde gehört zum Arrondissement Toul und zum Kanton Le Nord-Toulois.

## Geografie
Rembercourt-sur-Mad liegt am Rupt de Mad, etwa 24 Kilometer südöstlich von Metz im Regionalen Naturpark Lothringen. Umgeben wird Rembercourt-sur-Mad von den Nachbargemeinden Saint-Julien-lès-Gorze im Norden, Waville im Nordosten und Osten, Prény im Südosten, Jaulny im Süden sowie Charey im Westen und Nordwesten.

## Bevölkerungsentwicklung
| Jahr                       | 1962 | 1968 | 1975 | 1982 | 1990 | 1999 | 2006 | 2019 |
| Einwohner                  | 142  | 129  | 118  | 127  | 133  | 190  | 191  | 161  |
| Quellen: Cassini und INSEE |      |      |      |      |      |      |      |      |

## Sehenswürdigkeiten
- Kirche Saint-Gengoult
- Deutscher Soldatenfriedhof des Ersten Weltkrieges

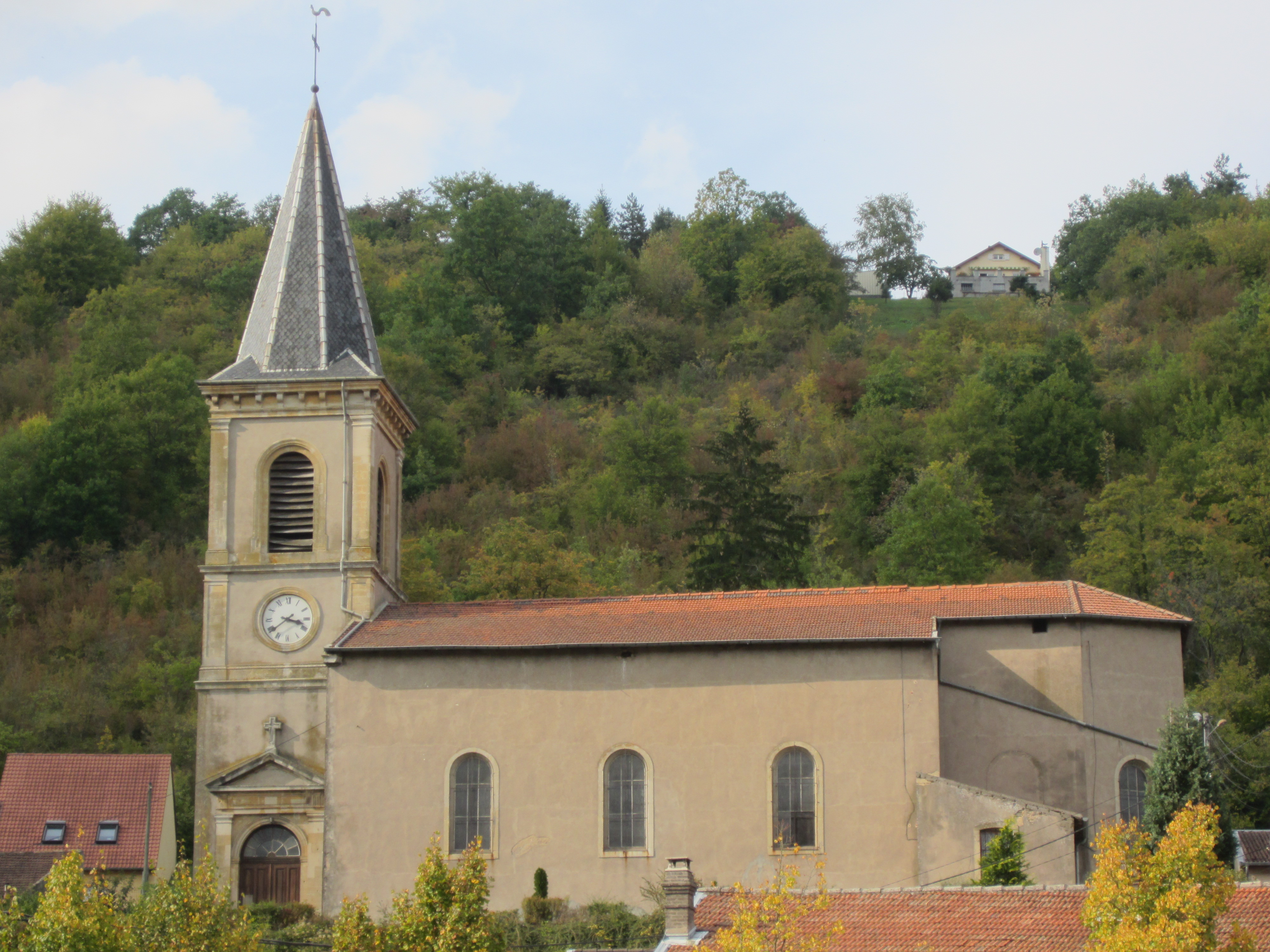
Kirche Saint-Gengoult